# زهرة بن الحوية التميمي
زهرة بن الحُوَية بن عبد الله الأعرجي السعدي التميمي  صحابي من أشراف العرب وشجعانها المقدمين.، شهد عدة فتوحات منها القادسية التي قتل فيها الجالينوس  من قادة الفرس وكان على مقدمة جيش المسلمين، وشهد فتوحات فارس وكثيرا من الوقائع، وعاش  وطال عمره إلى أن صار شيخا كبيرا لا يستتم قائما حتى يؤخذ بيده، فانتدبه الحجاج الثقفي لقتال شبيب الخارجي، على أن يكون أميرا لجيش العراق والشام، وعدته خمسون ألفا، فاعتذر بشيخوخته وقال إنما أكون في ذلك الجيش وأميره غيري، فبعثه مع عتاب بن ورقاء، فانهزم الجيش وقتل عتاب، وثبت زهرة فاقتحمته الخيل فسقط إلى الأرض يذب بسيفه ولا يستطيع أن يقوم، فجاءه الفضل بن عامر الشيباني، فقتله.
ورآه شبيب صريعا فعرفه، فقال: هذا زهرة بن حوية ! أما والله لئن كنت قتلت على ضلالة لرب يوم من أيام المسلمين قد حسن فيه بلاؤك وعظم غناؤك ولرب خيل للمشركين هزمتها وقرية من قراهم قد فتحتها، ثم توجع له 

## نسبه
- هو زُهَرة بن الحُوَية بن عبد الله بن قتادة بن مرثد بن معاوية بن قطن بن مالك بن أرنم بن جشم بن الأعرج بن كعب بن سعد بن زيد مناة بن تميم بن مر الأعرجي السعدي التميمي وفد على النبي صل الله عليه وسلم وأسلم[5]

## فيمعركة القادسية
كان زهرة من أمراء المسلمين في معركة القادسية وعلى مقدمتهم، وبعد إنتصار جيش المسلمين حاول الجالينوس الفارسي من قادة الفرس الفرار فتبعه زهرة وحمل عليه وقتله وأخذ سلبه ثم إنه باعه بسبعين ألف.
- وقال زُهَرة بن الحوية في قتله الجالينوس :